# Geghakar
Geghakar (en arménien Գեղաքար ; anciennement Subatan) est une communauté rurale du marz de Gegharkunik, en Arménie. Elle compte 165 habitants en 2008.